# Buys-Ballot (cràter)
Buys-Ballot és el nom d'un cràter localitzat en la superfície de la cara oculta de la Lluna. Es troba al nord-oest del petit mar lunar Lacus Luxuriae i al sud-est del cràter Freundlich. Altres cràters propers són Dante i Anderson.

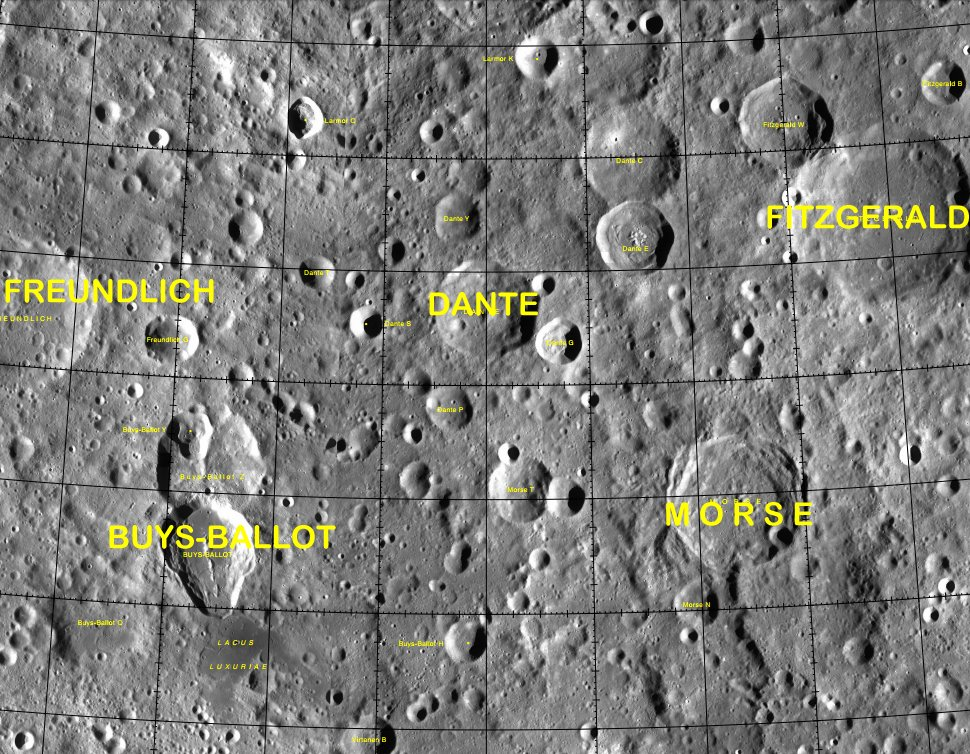
Localització del cràter Buys-Ballot. Fotografia de la missió Lunar Reconnaissance Orbiter.

Aquesta formació té un configuració diferent de la d'altres cràters, ja que és molt més ample en la part sud i gairebé duplica l'ample màxim de la part nord. Vagament recorda a la forma d'una pera. Té un diàmetre de 66 km i el seu nom honra al químic i meteoròleg holandès C.H.D. Buys Ballot.

## Cràters satèl·lit

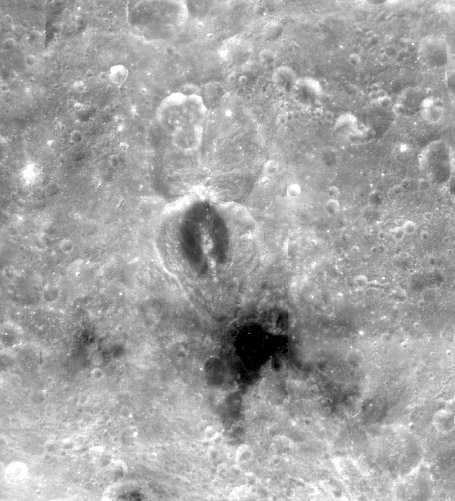
Fotografia de la missió Clementine (1994)

Els cràters satèl·lit són petits cràters situats propers al cràter principal, rebent el mateix nom que aquest cràter acompanyat d'una lletra majúscula complementària (fins i tot si la formació d'aquests cràters és independent de la formació del cràter principal).
|             | \| Buys-Ballot \| Coordenades \| Diàmetre \| \| ----------- \| -------------------------------------- \| -------- \| \| H \| 19° 24′ N, 179° 30′ E / 19.4°N,179.5°E \| 22 km \| \| Q \| 19° 30′ N, 172° 42′ E / 19.5°N,172.7°E \| 58 km \| \| Y \| 22° 54′ N, 174° 00′ E / 22.9°N,174.0°E \| 31 km \| \| Z \| 22° 30′ N, 174° 30′ E / 22.5°N,174.5°E \| 58 km \| |          |
| Buys-Ballot | Coordenades | Diàmetre |
| H           | 19° 24′ N, 179° 30′ E / 19.4°N,179.5°E | 22 km    |
| Q           | 19° 30′ N, 172° 42′ E / 19.5°N,172.7°E | 58 km    |
| Y           | 22° 54′ N, 174° 00′ E / 22.9°N,174.0°E | 31 km    |
| Z           | 22° 30′ N, 174° 30′ E / 22.5°N,174.5°E | 58 km    |